# 코다바어
코다바어(Kodavatakk, Kodava)는 사멸위기 언어인 드라비다어로 인도 중부 카르나타카 주 코다구 지구의 공용어이다. 코다바라는 용어에는 두 가지 관련된 용법이 있다. 첫째, 코다바어와 문화의 이름으로 코다구의 많은 커뮤니티가 그 뒤를 잇는다. 둘째, 코다바어를 말하는 커뮤니티와 지역(코다그) 내에서는 지배적인 코다바족의 대명사다. 그래서 코다바어는 코다바족의 주요 언어일 뿐만 아니라 코다그의 다른 많은 카스트나 부족의 언어이기도 하다. 이 언어에는 다음 두 가지 방언이 있다.
역사적으로 칸나다어의 방언 중 하나라고 불려왔다. 하지만 20세기 초반 학자들에 의해 언어로 재분석되고 있다. 현재 비교언어학에서는 칸나다어, 말라얄람어, 타밀어, 툴어의 중간언어로 여겨지고 있다.
전통적으로 아부기다인 칸나다 문자를 사용하여 쓰여져 있다. 2011년 인도 센서스에 따르면 코다바를 모국어로 사용하는 사람은 96,918명, 쿠오르기/코다그는 16,939명이며 이들 언어 중 하나를 모국어로 사용하는 사람은 총 11만3857명이다.

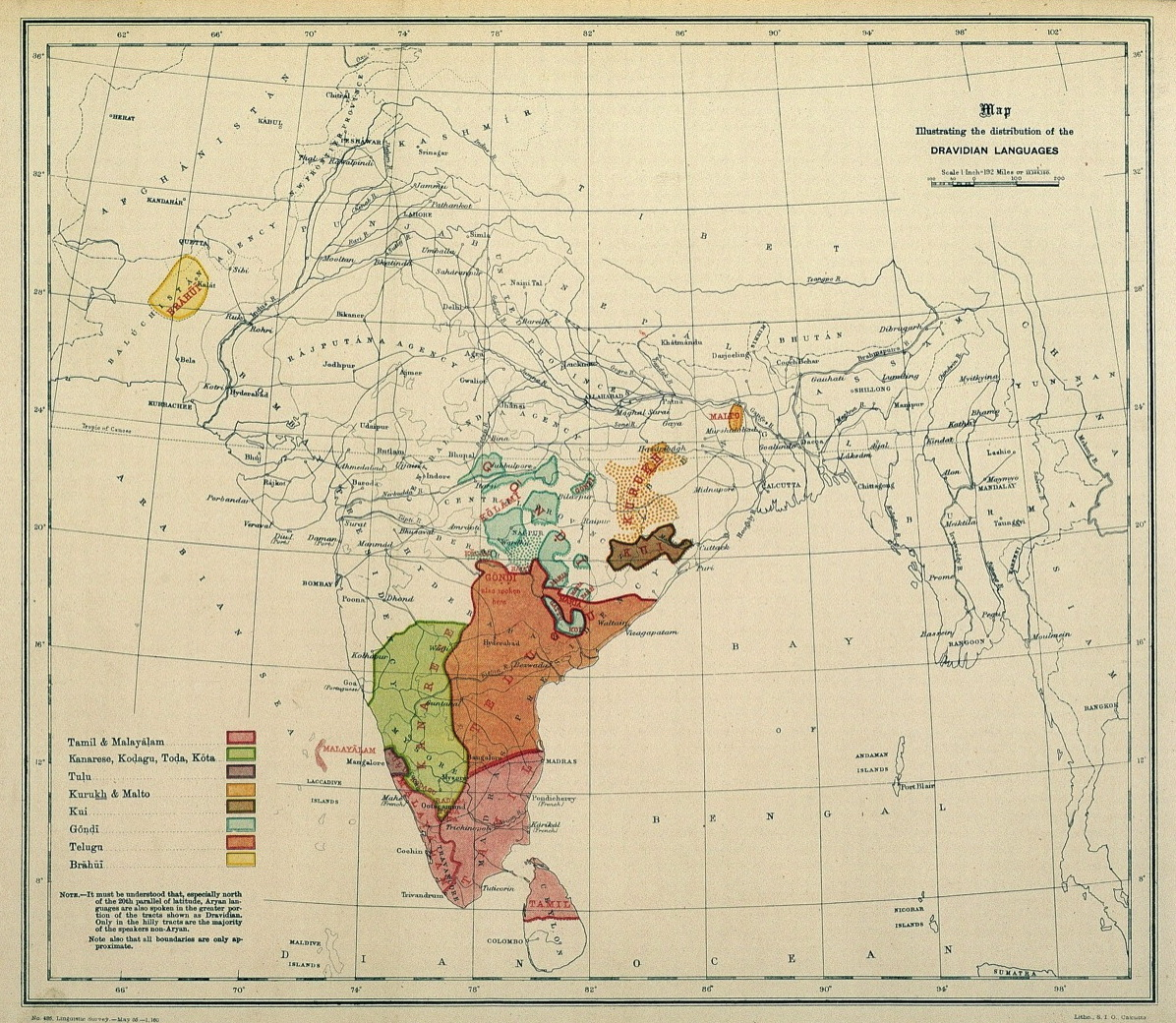
인도 언어 조사 (1906) 드라비다어 분포 지도

## 역사
칸나다 주에서 이 지역은 코다구라고 불렸고 사람들은 코다가라고 불렸다. 원래 사람들은 코다바라고 불렀고, 민요에서는 그 땅은 코다부라고 불렸다. 비교도라비다어 연구에 따르면 코다바어는 남도라비다어군에 속해 있다.

## 문법
Kodagu의 문법은 적어도 1867년경부터 RA Cole 선장이 중요한 저서 An Elementary Grammar of the Coorg Language를 출판한 이래로 체계적으로 연구되고 문서화되었다.

## 음운론

### 모음
드라비다 모음 체계는 5개의 모음 자질, 즉 일반적으로 각각에 대해 짧고 긴 변형이 있는 a, e, i, o, u에 해당하는 모음 특성을 포함한다. 그러나 코다바어에는 두 문자가 더 있다. 중음 및 고음(닫힘) 뒤의 반올림되지 않은 모음과 해당하는 긴 변형이 있다.
Kodagu에는 14개의 모음이 있다. 이 중 7개의 단모음 i, e, ɛ, a, ɑ, o, u는 각각 대응하는 장모음을 가지고 있다.
|          | 전설 | 중설 | 후설 |
| -------- | ---- | ---- | ---- |
| 고모음   | i    | ɨ    | u    |
| 중고모음 | e    | ə    | o    |
| 저모음   |      | a    |      |

### 자음
Kodava에는 25개의 자음이 있다.
|        |        | 양순음 | 치음 | 치경음 | 권설음 | 경구개음 | 연구개음 | 성문음 |
| ------ | ------ | ------ | ---- | ------ | ------ | -------- | -------- | ------ |
| 비음   | 비음   | m      | n̪    |        | ɳ      | ɲ        | ŋ        |        |
| 파열음 | 무성   | p      | t̪    |        | ʈ      | c        | k        |        |
| 파열음 | 유성   | b      | d̪    |        | ɖ      | ɟ        | g        |        |
| 마찰음 | 마찰음 |        |      | s      | ʂ      | ʃ        |          | 시간   |
| 접근음 | 접근음 | ʋ      |      | l      | ɭ      | j        |          |        |
| 전동음 | 전동음 |        |      | r      |        |          |          |        |

코다바어와 칸다나어는 단어 이니셜 *k- 의 구개 표현이 부족하다는 점을 공유하며, 이는 Tamil-Malayalam 분기에서 발견되는 특징이다.

## 비교
언어학적으로는, 코다바어/코다그어는, 남드라비다어족의 서브 패밀리에 속해 있다. 더욱이 남드라비다아과에서는 타밀·말라야람·코다구·코타·토다아과에 속한다. 칸나다, 말라얄람, 타밀, 툴과 밀접하게 관련되어 영향을 받고 있다. 말의 대부분은 코다바와 빌리바셰 사이에 공통적이다. 이는 빌리 이슬람교도와 코다바 티야르 공동체가 말하는 투르어와 말레이어가 섞인 방언이다. 코다바는 또한 말라얄람의 카사라고어와 카누르어의 방언과도 밀접하게 관련되어 있으며, 이 방언들은 차례로 비어리어와 관련이 있다.

## 문학
가족의 역사와 의식 등의 기록은 고대 점성술사에 의해 '파톨'(pattole, pattole, ole=leaf)이라 불리는 야자나무 잎에 기록돼 있었다. 코다바가 쓰여졌을 때, 그것은 보통 칸나다 문자이며, 때로는 작은 수정이 가해졌다. 파라메(일명 바로파토 또는 두디파토)로 불리는 코다바의 민요는 여러 세대에 걸쳐 구두로 전해져 왔다. 그 언어에는 20세기까지 중요한 문학이 없었다. 극작가 아파차 카비와 포크 컴파일러 나디켈리안다 치나파는 코다바어 두 중요한 시인이자 작가다. 이 언어의 다른 중요한 작가는 BD Ganapathy와 IMMuthanna였다.

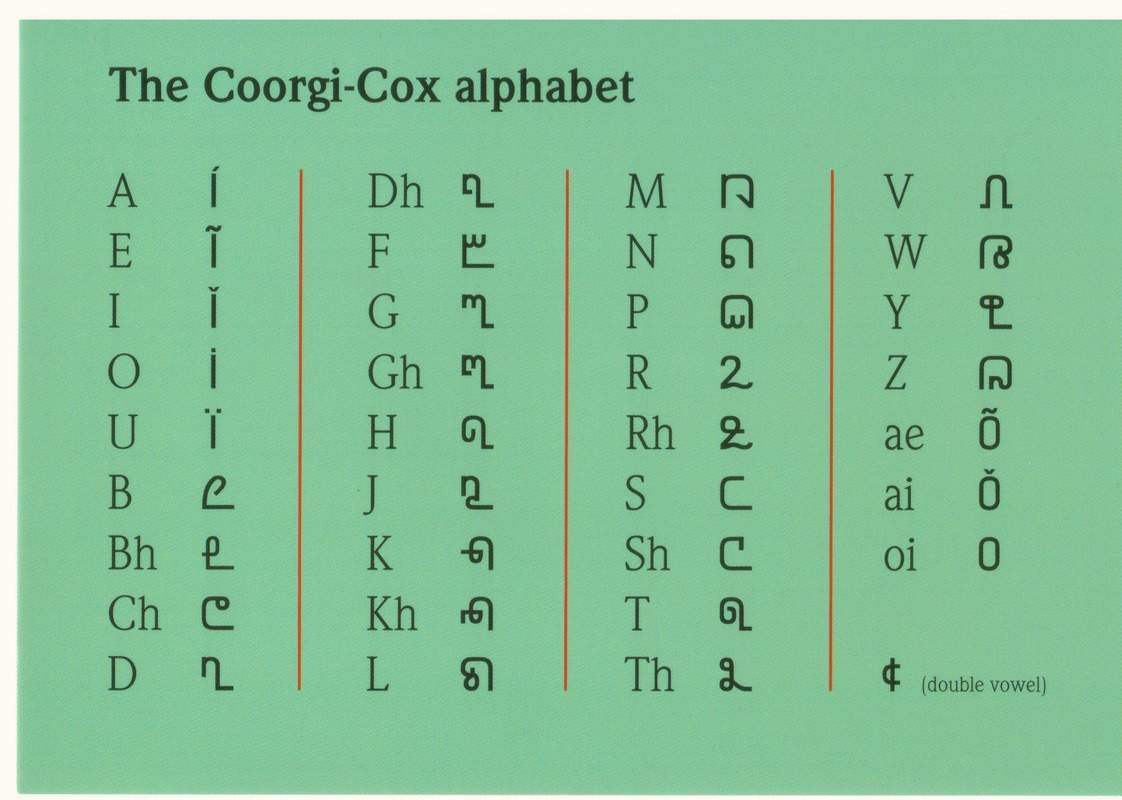
Coorgi-Cox 알파벳

2005년 코다구 커뮤니티의 요청에 따라 독일 언어학자 Gerard Cox는 코다구 콕스 문자라는 Kodava 고유의 문법을 만들었다. 5개의 모음에는 직선을 사용하고 이중모음에는 원이 있다.
1900년대 초 나디케리아나 치나파에 의해 편찬된 코다바의 민요와 전통을 모은 『파토르 파라메』는 1924년 처음 출간되었다. 가장 중요한 코다바 문학은 인도어 커뮤니티 민간 전승의 가장 초기 컬렉션 중 하나로 알려져 있다. 책의 3분의 2 가까이는 여러 세대에 걸쳐 구전되어 온 민요들로 구성되어 있으며 오늘날에도 결혼식과 죽음의식, 계절과 관련된 축제와 지역 신과 영웅을 기리기 위해 노래되고 있다. 전통적으로 바로팟으로 알려진 이들 곡은 4명의 남성이 드럼을 치며 부르고 있다. 이 곡들의 많은 부분에 맞추어 코다바의 포크 댄스를 출 수 있다. 파트레 파라메는 원래 칸나다어 대본을 사용해 쓰인 것으로 나디케리안다 치나파의 손자인 보베리아다 난자마와 치나파에 의해 영어로 번역돼 뉴델리 루파앤컴퍼니가 출판하고 있다.

## 영화
코다바 영화 산업은 매우 작다. 코다바족의 고유한 문화와 전통을 그린 몇몇 영화들이 이 언어로 제작되고 있다.

## 가족 호칭
| 어머니                                                | Avvo              |
| 아버지                                                | Appo              |
| 할아버지                                              | Ajjo              |
| 할머니                                                | Ajjavo Thaayi     |
| 외삼촌 / 외삼촌의 남편                                | Thammaavo / Maavo |
| 외삼촌의 아내 / 외숙모                                | Maavi / Thammaavi |
| 외삼촌/이모의 남편                                    | Baliappo          |
| 외삼촌의 장모의 아내 / 외삼촌의 장모                  | Baliavvo          |
| 장로 외삼촌/이모 장로의 남편                          | Bojappo           |
| 장로 삼촌의 아내 / 장로 이모                          | Bojavvo           |
| 어린 외삼촌 / 외할머니의 남편                         | Kunjappo          |
| 어린 외삼촌의 아내/어린 이모                          | Kunjavvo          |
| 막내 외삼촌 / 막내 이모의 남편                        | Cheriappo         |
| 막내 외삼촌의 아내 / 막내 이모                        | Cheriavvo         |
| 시아버지                                              | Maavo             |
| 시어머니                                              | Maavi             |
| 형부(형) / 사촌형(형, 형) / 직계사촌(형, 누나)의 남편 | Baavo             |
| 형수(형)/ 사촌형(형, 누나) / 직계사촌(형, 형)의 아내  | Mammo             |
| 형(형) / 직계사촌(형) / 사촌(형, 누나)의 남편         | Anno / Annaiah    |
| 자매(형) / 직계 사촌(형, 누나) / 사촌(형, 형)의 아내  | Akko / Akkaiah    |
| 형제                                                  | Thammanno         |
| 자매                                                  | Thange            |
| 부인                                                  | Ponne             |
| 남편                                                  | Wadiyye           |
| 아들                                                  | Movo              |
| 딸                                                    | Mova              |

## 코다바어 단어
| 코다바어            | Kannada       | 타밀어                                 | Malayalam          | Tulu           | English                         |
| ------------------- | ------------- | -------------------------------------- | ------------------ | -------------- | ------------------------------- |
| Moodi               | Hudugi        | Peṇ/Ponnu                              | Penkutti           | Ponnu          | Girl                            |
| Kinha               | Huduga        | Paiyan/Chiruvan                        | Aankutti           | Aan/Kinni      | Boy                             |
| Poyi                | Hogu          | Pō(y)                                  | Poyko              | Poyi           | Go                              |
| Kanni               | Saaru         | Kañji/Kūṭṭu                            | Chaar              | Kajipu         | Stew (lentils, vegetables, etc) |
| Koole               | Anna          | Chōr/Kūḻ                               | Chor               | Nuppu          | Cooked Rice                     |
| Id                  | Idu           | Iḍu/Vai                                | Ide                | Dee            | Put                             |
| Thimbak             | Tinnakke      | Thinnu/Uṇṇu/Sāppiḍu                    | Tinnuka/Kazhikkuka | Thinere        | To Eat                          |
| kuLi                | snana         | kuLi                                   | kuLi               | Meela          | To Bath                         |
| Unda?               | Unta/ideya?   | Uṇḍā?/Irukkuthā?                       | Undo?              | Unda?          | Is There?                       |
| Bappi               | Bartini       | Va(ruki)ṟēn/Varuvēn                    | Varam              | Barpe          | I will Come (Farewell Greeting) |
| Ullo                | iddene/ulle   | irukkiṟēn/uḷḷēn                        | Ulle               | Ulle           | Am There                        |
| Bandan Ullo         | Baruta iddene | Va(ruki)ṟēn                            | Varunnund          | Barond ulle    | Am coming                       |
| Yenene Ulliya?      | Hege iddiya?  | Eppaḍi (uḷḷ-/irukkiṟ-)(-ai/-āi/-īrgaḷ) | Engane und?        | Encha ulla/ya? | How are you?                    |
| Māṅge               | Maavu         | Māṅgā(y)/Māmpaḻam                      | Māṅga/Māmpaḻam     | Mudi/Kukku     | Mango                           |
| Kaḷḷa               | Kaḷla         | Kaḷḷan/Thiruḍan                        | Kaḷḷan             | Kalva          | Thief                           |
| Suroole /Minyathele | Modalu        | Mudal(il)                              | Adyam              | Suru           | First                           |
| Kere Pamb           | Kere Haavu    | Chārai Pāmbu                           | Chēra Pamb         | Keri           | Rat Snake                       |
| Mūle                | Mūle          | Mūlai                                  | Mūla               | Mudye/mūle     | Corner                          |
| Āme                 | Āme           | Āmai                                   | Āma                | Eme            | Tortoise                        |
| Bēli                | Bēli          | Vēli                                   | Vēli               | Bēli           | Fence                           |
| Bithe/Kuru          | Beeja         | Vitthu/Vithai                          | Vitth/Kuru         | Bitth          | Seed                            |
| Bādege              | Bādige        | Vādakai                                | Vādaka             | Badige         | Rent                            |
| Chaththe            | Sante         | Chanthai                               | Chantha            | Santhe         | Market                          |
| Ēni                 | Ēni           | Ēṇi                                    | Ēni                | Ēni            | Ladder                          |
| Pulunja Puḷi        | Hunase Huli   | PuLi                                   | PuLi               | Punke puli     | Tamarind                        |
| Gaali/Kaath         | Gaali         | Kāṟṟu/Kāththu                          | Kaatt              | Gaali          | Wind                            |
| Thaari              | Kodu          | Tharu/Koḍu                             | Tharu              | Koru           | give                            |
| Kaapi               | Kaapi         | Kaapi                                  | Kaapi              | Kaapi          | Coffee                          |
| Paaduvo             | Haadu         | Paadu                                  | Paaduka            | Pada paad      | to sing                         |

## 최근
2021년부터 망갈로 대학은 코다바어로 석사 학위를 가르치고 있다.

## 서적
- RA Cole, "Coorg 언어의 기초 문법"

## 추가 문헌
- , Assistant Commissioner and District Census Officer, Coorg |제목=이(가) 없거나 비었음 (도움말)